# 에딘손 볼케스
에딘손 볼케스(스페인어: Edinson Vólquez, 1983년 7월 3일 ~ )은 도미니카 공화국 출신의 야구 선수이자, 전 미국 아메리칸 리그 텍사스 레인저스의 선수이다.

## 경력

### 텍사스 레인저스
2001년 10월 29일에 텍사스 레인저스와 계약을 맺는다. 2005년 8월 30일에 있었던 시카고 화이트삭스와의 경기에서 메이저 리그 데뷔를 한다. 데뷔전에서는 선발로 등판하여 4.2이닝 동안 5실점을 하여 패를 기록한다. 그 후 시즌에서는 6경기에 등판하여 0승 4패, 14.21의 방어율을 기록한다.
2006년에 시즌 2번째 등판이었던 8월 12일의 시애틀 매리너스와의 경기에서는 7이닝 동안 무실점을 기록하며 첫 승을 올리지만 그 후 5연패를 하며 시즌을 마친다. 2007년에는 제구난이 심각해서 마이너 리그 베이스볼에서 메커닉스를 개조하여 체인지업이 더 좋아진다. 마이너 리그 베이스볼에서는 14승 6패, 3.67을 기록하며 9월에 메이저 리그로 승격된다. 6경기에 등판하여 2승 1패, 4.50의 방어율을 기록하였으며, 시즌이 끝난 뒤에는 텍사스 레인저스 산하의 팀에 소속되어 있는 선수 중 최우수선수로 선정되었다.

### 신시내티 레즈
2007년 12월 21일에 조쉬 해밀턴과의 트레이드에서 다니엘 레이 에레라와 함께 신시내티 레즈로 이적하게 된다. 이적한 볼케스는 애런 하랑, 브론슨 아로요의 뒤를 받치게 된다.
2008년에 있었던 스프링 캠프에서는 20이닝을 던지며 26개의 탈삼진을 기록하는데, 이때 내준 볼넷의 개수는 4개밖에 안됐다. 그 결과 선발 로테이션에 합류하여 4월과 5월에는 방어율 1점대를 기록했다. 7월 이후에는 월간 방어율이 4점대가 되었지만, 처음으로 메이저 리그 올스타전에 선출된다. 올스타전에서는 7회에 등판하여 1이닝 동안 맷 홀리데이에게 홈런을 맞는 등 2실점을 기록하지만 2개의 삼진을 잡아낸다. 시즌이 끝날때까지 17승, 3.21의 방어율, 206개의 탈삼진을 기록하며 에이스급의 투구를 보인다. 팀내에서는 다승, 방어율, 탈삼진이 1위를 기록한다.
2009년에는 6월 1일 이후에 등판이 없었으며, 8월 3일에 토미 존 수술을 받았다. 2010년 7월부터 8월정도에 복귀가 예상되었지만, 2010년 4월 20일에 경기력 향상에 효과가 있는 금지약물(performance-enhancing drug)에 대해서 양성반응이 나오며 21일부터 50경기 출장정지 처분을 받게 된다. 2013년 10월 31일에 FA가 된다.

### 샌디에이고 파드레스
2011년 12월 17일에 있었던 맷 레이토스와의 4대1 트레이드로 야스마니 그랜달, 욘더 알론소, 브래드 박스버거와 함께 샌디에이고 파드레스로 이적하게 된다. 2013년에 27경기에 나와서 9승 10패, 6.01의 방어율을 기록하며 팀에서 방출되고 만다.

### 로스앤젤레스 다저스
2013년 8월 30일에 샌디에이고 파드레스에서 방출당한 볼퀘즈를 로스앤젤레스 다저스가 영입한다. 3선발까지 강했던 다저스는 그 뒤를 받쳐줄 재목으로 볼케스에게 기대를 걸었지만 6경기에 나와서 0승 2패, 4.18의 방어율을 기록하며 기대에 미치지 못한다.

### 피츠버그 파이어리츠
2013년 12월 13일에 피츠버그 파이리츠와 500만 달러에 1년계약을 맺는다. 2014년에는 32경기에 등판하여 13승 7패, 3.04를 기록한다. 시즌이 끝난 후 열린 내셔널 리그 와일트카드에서는 샌프란시스코 자이언츠를 상대로 선발등판하여 4회에 무사만루에서 브랜든 크로포드에게 만루홈런을 맞는 등 5이닝 동안 5실점을 하며 패를 기록한다. 오프시즌인 10월 30일에 FA가 된다.

### 캔자스시티 로열스
2014년 12월 29일에 캔자스시티 로열스와 2년에 총액 2,000만 달러에 계약(2017년 1,000만 달러의 상호간의 합의에 이뤄지는 옵션 포함)을 맺는다.

## 선수로서의 특징
90마일 초중반대의 포심 패스트볼과 90마일 초반의 싱커, 체인지업, 커브를 구사한다. 특히 체인지업은 페드로 마르티네스와 비교가 될 정도로 위력이 좋지만, 제구를 제대로 못하는 것이 문제이다.

## 수상 경력
- 메이저 리그 올스타전 선출 1회 : 2008년

## 연도별 투구 성적
| 연 도     | 소 속     | 등 판 | 선 발 | 완 투 | 완 봉 | 무 4 구 | 승 리 | 패 전 | 세 이 브 | 홀 드 | 승 률 | 타 자 | 이 닝 | 피 안 타 | 피 홈 런 | 볼 넷 | 고 4 | 몸 맞 | 탈 삼 진 | 폭 투 | 보 크 | 실 점 | 자 책 점 | 평 자 책 | W H I P |
| --------- | --------- | ----- | ----- | ----- | ----- | ------- | ----- | ----- | -------- | ----- | ----- | ----- | ----- | -------- | -------- | ----- | ---- | ----- | -------- | ----- | ----- | ----- | -------- | -------- | ------- |
| 2005년    | TEX       | 6     | 3     | 0     | 0     | 0       | 0     | 4     | 0        | 0     | .000  | 75    | 12.2  | 25       | 3        | 10    | 0    | 2     | 11       | 0     | 0     | 22    | 20       | 14.21    | 2.76    |
| 2006년    | TEX       | 8     | 8     | 0     | 0     | 0       | 1     | 6     | 0        | 0     | .143  | 164   | 33.1  | 52       | 7        | 17    | 0    | 1     | 15       | 0     | 0     | 28    | 27       | 7.29     | 2.07    |
| 2007년    | TEX       | 6     | 6     | 0     | 0     | 0       | 2     | 1     | 0        | 0     | .667  | 149   | 34.0  | 34       | 4        | 15    | 0    | 2     | 29       | 0     | 0     | 18    | 17       | 4.50     | 1.44    |
| 2008년    | CIN       | 33    | 32    | 0     | 0     | 0       | 17    | 6     | 0        | 0     | .739  | 838   | 196.0 | 167      | 14       | 93    | 5    | 14    | 206      | 10    | 1     | 82    | 70       | 3.21     | 1.33    |
| 2009년    | CIN       | 9     | 9     | 0     | 0     | 0       | 4     | 2     | 0        | 0     | .667  | 218   | 49.2  | 34       | 6        | 32    | 0    | 5     | 47       | 2     | 1     | 25    | 24       | 4.35     | 1.33    |
| 2010년    | CIN       | 12    | 12    | 0     | 0     | 0       | 4     | 3     | 0        | 0     | .571  | 275   | 62.2  | 59       | 6        | 35    | 0    | 3     | 67       | 5     | 0     | 30    | 30       | 4.31     | 1.50    |
| 2011년    | CIN       | 20    | 20    | 0     | 0     | 0       | 5     | 7     | 0        | 0     | .417  | 489   | 108.2 | 106      | 19       | 65    | 3    | 4     | 104      | 5     | 2     | 72    | 69       | 5.71     | 1.57    |
| 2012년    | SD        | 32    | 32    | 1     | 1     | 0       | 11    | 11    | 0        | 0     | .500  | 802   | 182.2 | 160      | 14       | 105   | 6    | 9     | 174      | 9     | 1     | 88    | 84       | 4.14     | 1.45    |
| 2013년    | SD        | 27    | 27    | 0     | 0     | 0       | 9     | 10    | 0        | 0     | .474  | 659   | 142.1 | 168      | 14       | 69    | 2    | 3     | 116      | 11    | 0     | 100   | 95       | 6.01     | 1.67    |
| 2013년    | LAD       | 6     | 5     | 0     | 0     | 0       | 0     | 2     | 0        | 0     | .000  | 118   | 28.0  | 25       | 5        | 8     | 0    | 0     | 26       | 5     | 0     | 14    | 13       | 4.18     | 1.18    |
| '13계     | LAD       | 33    | 32    | 0     | 0     | 0       | 9     | 12    | 0        | 0     | .429  | 777   | 170.1 | 193      | 19       | 77    | 2    | 3     | 142      | 16    | 0     | 114   | 108      | 5.71     | 1.59    |
| 통산：9년 | 통산：9년 | 159   | 154   | 1     | 1     | 0       | 53    | 52    | 0        | 0     | .505  | 3787  | 850.0 | 830      | 92       | 449   | 16   | 43    | 795      | 47    | 5     | 479   | 449      | 4.75     | 1.51    |

- 2013시즌 종료 기준.
- 각년도의 굵은 글씨는 리그 최고.

## 참조
1. ↑  “Edinson Volquez Statistics and History”. baseballreference. 2015년 1월 18일에 확인함.
2. ↑  “신시내티, 4대1 트레이드로 레이토스 영입”. 2011년 12월 18일. 2014년 12월 28일에 확인함.
3. ↑  “피츠버그, 2013 승리 기억 없었다 ‘투타 완패’”. 2014년 10월 2일. 2015년 1월 20일에 확인함.
4. ↑  “캔자스시티, FA 볼퀘즈 영입 공식 발표… 2년 2000만 달러”. 2014년 12월 30일. 2015년 1월 20일에 확인함.